# USS Guitarro (SS-363)
USS Guitarro (SS-363) là một tàu ngầm lớp Gato từng phục vụ cùng Hải quân Hoa Kỳ trong Chiến tranh Thế giới thứ hai. Nó là chiếc tàu chiến đầu tiên của Hải quân Hoa Kỳ được đặt cái tên này, theo tên họ Cá giống dài. Nó đã phục vụ trong suốt Thế chiến II, thực hiện tổng cộng năm chuyến tuần tra, đánh chìm tám tàu Nhật Bản, bao gồm hai tàu frigate, với tổng tải trọng 23.132 tấn. Được cho ngừng hoạt động sau khi xung đột chấm dứt vào năm 1945, nó được huy động trở lại để tiếp tục phục vụ trong giai đoạn Chiến tranh Lạnh từ năm 1952 đến năm 1954, rồi được chuyển cho Thổ Nhĩ Kỳ để hoạt động như là chiếc TCG Preveze (S 340) cho đến năm 1972. Con tàu cuối cùng bị tháo dỡ vào năm 1983. Guitarro được tặng thưởng danh hiệu Đơn vị Tuyên dương Hải quân cùng bốn Ngôi sao Chiến trận do thành tích phục vụ trong Thế Chiến II.

## Thiết kế và chế tạo
Lớp tàu ngầm Gato được thiết kế cho mục đích một tàu ngầm hạm đội nhằm có tốc độ trên mặt nước cao, tầm hoạt động xa và vũ khí mạnh để tháp tùng hạm đội chiến trận. Con tàu dài 311 ft 9 in (95,02 m) và có trọng lượng choán nước 1.525 tấn Anh (1.549 t) khi nổi và 2.424 tấn Anh (2.463 t) khi lặn. Chúng trang bị động cơ diesel dẫn động máy phát điện để cung cấp điện năng cho bốn động cơ điện, đạt được công suất 5.400 shp (4.000 kW) khi nổi và 2.740 shp (2.040 kW) khi lặn, cho phép đạt tốc độ tối đa 21 hải lý trên giờ (39 km/h) và 9 hải lý trên giờ (17 km/h) tương ứng. Tầm xa hoạt động là 11.000 hải lý (20.000 km) khi đi trên mặt nước ở tốc độ 10 hải lý trên giờ (19 km/h) và có thể hoạt động kéo dài đến 75 ngày và lặn được sâu tối đa 300 ft (90 m).
Lớp tàu ngầm Gato được trang bị mười ống phóng ngư lôi 21 in (530 mm), gồm sáu ống trước mũi và bốn ống phía phía đuôi tàu, chúng mang theo tối đa 24 quả ngư lôi. Vũ khí trên boong tàu gồm một hải pháo 3 inch/50 caliber, và thường được tăng cường một khẩu pháo phòng không Bofors 40 mm nòng đơn và một khẩu đội Oerlikon 20 mm nòng đôi, kèm theo súng máy .50 caliber và .30 caliber. Tiện nghi cho thủy thủ đoàn bao gồm điều hòa không khí, thực phẩm trữ lạnh, máy lọc nước, máy giặt và giường ngủ cho hầu hết mọi người, giúp họ chịu đựng cái nóng nhiệt đới tại Thái Bình Dương cùng những chuyến tuần tra kéo dài đến hai tháng rưỡi.
Guitarro thoạt tiên được đặt hàng như một tàu ngầm lớp Balao với thiết kế được cải tiến, nhưng hãng đóng tàu Manitowoc Shipbuilding Company đã không nhận được bản vẽ từ công ty Electric Boat kịp thời để chế tạo. Vì vậy nó cùng với các chiếc Golet, Guavina và Hammerhead được đóng theo thiết kế cũ của lớp Gato. Guitarro được đặt lườn tại xưởng tàu của hãng Manitowoc ở Manitowoc, Wisconsin vào ngày 7 tháng 4, 1943. Nó được hạ thủy vào ngày 26 tháng 9, 1943, được đỡ đầu bởi bà Pauline Palmer McIntire, phu nhân Phó đô đốc Ross T. McIntire, và được cho nhập biên chế cùng Hải quân Hoa Kỳ vào ngày 26 tháng 1, 1944 dưới quyền chỉ huy của Hạm trưởng, Trung tá Hải quân Enrique D`Hamel Haskins.

## Lịch sử hoạt động

### 1944
Sau khi hoàn tất việc chạy thử máy của xưởng tàu tại hồ Michigan, Guitarro lên đường đi Chicago vào ngày 13 tháng 2, 1944, nơi nó được chất lên một sà lan để được kéo dọc theo sông Mississippi đến New Orleans, Louisiana, đến nơi vào ngày 22 tháng 2. Sau khi hoàn tất việc trang bị, nó rời New Orleans vào ngày 1 tháng 3 để hoạt động huấn luyện tại vùng kênh đào Panama, rồi sau đó chuẩn bị để được điều động sang khu vực Mặt trận Thái Bình Dương. Nó rời vùng kênh đào vào ngày 2 tháng 4 để đi sang Trân Châu Cảng thuộc quần đảo Hawaii, đến nơi vào ngày 17 tháng 4.

#### Chuyến tuần tra thứ nhất
Sau khi được sửa chữa, huấn luyện và tiếp liệu, Guitarro khởi hành từ Trân Châu Cảng vào ngày 7 tháng 5 cho chuyến tuần tra đầu tiên. Vào đêm 30 tháng 5, nó bắt gặp một tàu vận tải lớn, phóng một loạt ngư lôi và trúng đích hai quả, đánh chìm chiếc Shisen Maru (2.201 tấn). Chiếc tàu ngầm lặn xuống để né tránh phản công từ các tàu hộ tống, rồi tiếp tục đi xuống phía Nam để hoạt động trong thành phần một đội tấn công phối hợp "Bầy sói" bao gồm bốn tàu ngầm. Đến đêm 2 tháng 6, nó tiếp cận một mục tiêu ở độ sâu kính tiềm vọng dưới ánh trăng, rồi phóng hai quả ngư lôi đánh chìm tàu frigate Awaji (khoảng 900 tấn) gần như ngay lập tức. Sau đó nó phải lặn khẩn cấp để né tránh mìn sâu, ngư lôi và bom ném ra phản công. Con tàu đi đến cảng Darwin, Australia vào ngày 19 tháng 6, rồi lên đường hai ngày sau đó và đi đến Fremantle, Australia vào ngày 27 tháng 6.

#### Chuyến tuần tra thứ hai
Trong chuyến tuần tra thứ hai từ ngày 21 tháng 7 đến ngày 8 tháng 9 tại khu vực biển Đông ngoài khơi bờ biển phía Tây Luzon, Philippines, Guitarro tiếp cận một đoàn tàu vận tải lớn vào ngày 7 tháng 8. Ba quả ngư lôi phóng trúng đích đã khiến tàu frigate Kusakaki (khoảng 900 tấn) nổ tung và đắm, nhưng đợt phản công tiếp theo của một tàu hộ tống khác đã giúp cho các tàu buôn trong đoàn tàu chạy thoát. Nó trồi lên mặt nước vào ngày hôm sau để phá hủy một tàu duyên hải nhỏ bằng hải pháo trước khi hướng đến mũi Bolinao để gặp gỡ tàu ngầm chị em Raton (SS-270) vào ngày hôm sau. Phát hiện một đoàn tàu vận tải khác vào ngày 10 tháng 8, nó phóng bốn quả ngư lôi, khiến tàu chở dầu Shinei Maru (5.135 tấn) nổ tung và bốc cháy trước khi đắm. Chiếc tàu ngầm phải lặn sâu để né tránh mìn sâu, và chịu đựng những hư hại bên ngoài không nghiêm trọng; nó cùng Raton hướng đến khi vực mũi Calavite thuộc Mindoro, Philippines.
Đang khi di chuyển dưới nước vào sáng ngày 21 tháng 8, Guitarro nghe thấy đợt tấn công bằng mìn sâu, và sau đó phát hiện một đoàn tàu vận tải. Do hoàn cảnh dòng hải lưu không thuận lợi và đoàn tàu đối phương đang cơ động, chiếc tàu ngầm không thể tấn công hai tàu chở dầu thuộc đoàn tàu; nhưng một con tàu khác lại hướng thẳng đến Guitarro, và bốn quả ngư lôi được phóng ra đánh chìm tàu chở hành khách Uga Maru (4.433 tấn). Như thường lệ, nó phải lặn sâu để né tránh mìn sâu phản công. Đến sáng ngày 27 tháng 8, tại một vùng nước nông, nó trồi lên mặt nước để tấn công ba tàu chở dầu duyên hải bằng hải pháo, đánh chìm được chiếc Nanshin Maru số 27 (834 tấn), nhưng hai chiếc còn lại cho dù bị hư hại đã chạy thoát vào vùng nước nông. Chiếc tàu ngầm kết thúc chuyến tuần tra khi quay trở về căn cứ Fremantle.

#### Chuyến tuần tra thứ ba
Cùng với tàu ngầm chị em Bream (SS-243), Guitarro rời Fremantle vào ngày 8 tháng 10 cho chuyến tuần tra thứ ba tại vùng biển Philippines. Nó đã góp phần vào trận Hải chiến vịnh Leyte khi báo cáo về việc phát hiện Lực lượng Trung tâm Nhật Bản dưới quyền Phó đô đốc Takeo Kurita trong đêm 23-24 tháng 10; nó tiếp tục theo dõi hạm đội đối phương băng qua eo biển Mindoro cho dù không thể tiếp cận để tấn công. Sau đó nó gặp gỡ Bream và Raton vào ngày 30 tháng 10, và cùng tấn công một đoàn tàu vận tải ngoài khơi mũi Bolinao, đánh chìm được tàu chở hành khách Pacific Maru (5.872 tấn) và tàu chở hàng Kamei Maru (2.857 tấn). Đến ngày 4 tháng 11, nó lại phối hợp cùng các tàu ngầm chị em Bream và Ray (SS-271) để phối hợp tấn công tàu chở hành khách Kagu Maru (6.806 tấn). Sau đợt tấn công ban đầu của Bream, Guitarro phóng bồi thêm bốn quả ngư lôi để kết liễu đối thủ trước khi lặn xuống để né tránh mìn sâu của đối phương.
Tiếp tục ở lại vùng biển ngoài khơi Luzon, Guitarro cùng đội "Bầy sói" của mình đã đụng độ với Kumano trong đội hình một đoàn tàu được hộ tống. Bị hư hại trước đó trong Trận chiến ngoài khơi Samar, chiếc tàu tuần dương hạng nặng đã được sửa chữa tại Manila và đang trên đường quay trở về Nhật Bản. Guitarro phóng tổng cộng chín quả ngư lôi nhắm vào mục tiêu, trúng đích được ba quả nhơng vẫn không thể đánh chìm được Kumano. Chiếc tàu tuần dương tiếp tục trúng ngư lôi từ các tàu khác, chết đứng giữa biển, rồi được một trong các tàu chị em kéo vào bờ; Kumano cuối cùng bị máy bay từ tàu sân bay Hoa Kỳ đánh chìm vào ngày 25 tháng 11, trong khi Guitarrođã quay trở về Fremantle vào ngày 16 tháng 11. Thành tích xuất sắc trong ba chuyến tuần tra đầu tiên của chiếc tàu ngầm được công nhận với danh hiệu Đơn vị Tuyên dương Hải quân.

### 1945

#### Chuyến tuần tra thứ tư
Trong chuyến tuần tra thứ tư từ ngày 11 tháng 12, 1944 đến ngày 15 tháng 3, 1945, Guitarro khởi hành từ Fremantle và băng qua eo biển Lombok vào ngày 17 tháng 12 để tuần tra tại khu vực biển Đông. Nó quay trở về căn cứ tại Mios Woendi, quần đảo Schouten vào ngày 17 tháng 1 để sửa chữa, rồi tấn công một đoàn tàu vận tải ngoài khơi mũi Batagan nhưng không rõ kết quả. Không tìm thấy mục tiêu phù hợp, con tàu kết thúc chuyến tuần tra khi quay trở về căn cứ Fremantle.

#### Chuyến tuần tra thứ năm
Lên đường vào ngày 9 tháng 4 cho chuyến tuần tra thứ năm, cũng là chuyến cuối cùng, Guitarro bị máy bay và tàu tuần tra đối phương tấn công bất thành tại eo biển Lombok. Nó tiếp tục đi đến bờ biển phía Bắc đảo Sumatra, Đông Ấn thuộc Hà Lan, nơi nó rải thủy lôi ngoài khơi đảo Berhala, rồi tuần tra dọc theo tuyến đường hàng hải giữa Borneo và Singapore, nhưng không tìm thấy mục tiêu tiềm năng. Nó kết thúc chuyến tuần tra khi quay trở về Saipan vào ngày 27 tháng 5, rồi lên đường vào ngày hôm sau để quay trở về Trân Châu Cảng, đến nơi vào ngày 8 tháng 6.
Guitarro tiếp tục lên đường đi sang vùng bờ Tây để được đại tu, đi đến San Francisco, California vào ngày 18 tháng 6. Sau khi Nhật Bản chấp nhận đầu hàng vào ngày 15 tháng 8, giúp chấm dứt vĩnh viễn cuộc xung đột, chiếc tàu ngầm được cho xuất biên chế tại Xưởng hải quân Mare Island tại Vallejo, California vào ngày 6 tháng 12, 1945, và được đưa về Hạm đội Dự bị Thái Bình Dương.

### 1952 - 1953
Sau khi cuộc Chiến tranh Triều Tiên bùng nổ vào tháng 6, 1950, Guitarro được cho tái biên chế trở lại vào ngày 6 tháng 2, 1952 và được đại tu tại San Diego. Sau khi tham gia một loạt các đợt thực tập dọc theo vùng bờ Tây cho đến ngày 10 tháng 9, 1953, con tàu được cho xuất biên chế vào ngày 22 tháng 9 để được nâng cấp theo Chương trình Ống hơi Hạm đội tại Xưởng hải quân Mare Island.

### TCGPreveze(S22/S 340)
Sau khi nhập biên chế trở lại vào ngày 15 tháng 5, 1954, Guitarro tiến hành huấn luyện cho một thủy thủ đoàn người Thổ Nhĩ Kỳ trước khi được chuyển giao cho chính phủ Thổ Nhĩ Kỳ trong khuôn khổ Chương trình Viện trợ Quân sự. Guitarro xuất biên chế vào ngày 7 tháng 8, 1954, và nhập biên chế cùng Hải quân Thổ Nhĩ Kỳ cùng trong ngày hôm đó như là chiếc TCG Preveze (S 22), tên được đặt theo trận Hải chiến Preveza năm 1538. Số hiệu tàu được chuyển thành S 340 vào năm 1965. Quyền sở hữu con tàu được bán cho Thổ Nhĩ Kỳ vào ngày 1 tháng 1, 1972, và nó được cho xuất biên chế vào ngày 4 tháng 5, 1972, được đổi tên thành Ceryan Botu (số 4) và sử dụng để nạp điện ắc-quy cho đến khi bị tháo dỡ vào tháng 9, 1983.
Tháp chỉ huy của con tàu được giữ lại và bảo tồn tại Căn cứ Hải quân Gölcük cho đến khi bị hư hại bởi Trận động đất İzmit 1999 vào ngày 17 tháng 8, 1999.

## Phần thưởng
Guitarro được tặng thưởng danh hiệu Đơn vị Tuyên dương Hải quân cùng bốn Ngôi sao Chiến trận do thành tích phục vụ trong Thế Chiến II. Nó được ghi công đã đánh chìm tám tàu Nhật Bản, bao gồm hai tàu frigate, với tổng tải trọng 23.132 tấn.
|  |                                                       |  |
|  | Bronze star · Bronze star · Bronze star · Bronze star |  |

| Dãi băng Hoạt động Tác chiến  | Dãi băng Hoạt động Tác chiến                                            | Đơn vị Tuyên Dương Hải quân                                             | Đơn vị Tuyên Dương Hải quân          |
| Huân chương Chiến dịch Hoa Kỳ | Huân chương Chiến dịch Châu Á-Thái Bình Dương với 4 Ngôi sao Chiến trận | Huân chương Chiến dịch Châu Á-Thái Bình Dương với 4 Ngôi sao Chiến trận | Huân chương Chiến thắng Thế Chiến II |